# Sidderspotlijster
De sidderspotlijster (Cinclocerthia ruficauda) is een vogelsoort uit de familie van de spotlijsters (Mimidae) die voorkomt op de Kleine Antillen.
De soort telt vier ondersoorten:
- Cinclocerthia ruficauda ruficauda (Gould, 1836) - Dominica.
- Cinclocerthia ruficauda pavida (Ridgway, 1904) - de noordelijke Kleine Antillen.
- Cinclocerthia ruficauda tenebrosa (Ridgway, 1904) - Saint Vincent en Grenada.
- Cinclocerthia ruficauda tremula (Lafresnaye, 1843) - Guadeloupe.